# Dehyūr
Dehyūr (persiska: دهیور) är en ort i Iran.   Den ligger i provinsen Khuzestan, i den centrala delen av landet, 500 km söder om huvudstaden Teheran. Dehyūr ligger 204 meter över havet och antalet invånare är 518.
Terrängen runt Dehyūr är platt åt sydväst, men åt nordost är den kuperad. Runt Dehyūr är det ganska tätbefolkat, med 58 invånare per kvadratkilometer. Närmaste större samhälle är Rāmhormoz, 5,7 km nordväst om Dehyūr. Trakten runt Dehyūr är ofruktbar med lite eller ingen växtlighet.